# توماس دونكان (ضابط)
توماس دونكان (بالإنجليزية: Thomas Duncan)‏ هو ضابط أمريكي، ولد في 14 أبريل 1819 في كاسكاسكيا في الولايات المتحدة، وتوفي في 7 يناير 1887 في واشنطن العاصمة في الولايات المتحدة.